# Cäsarismus

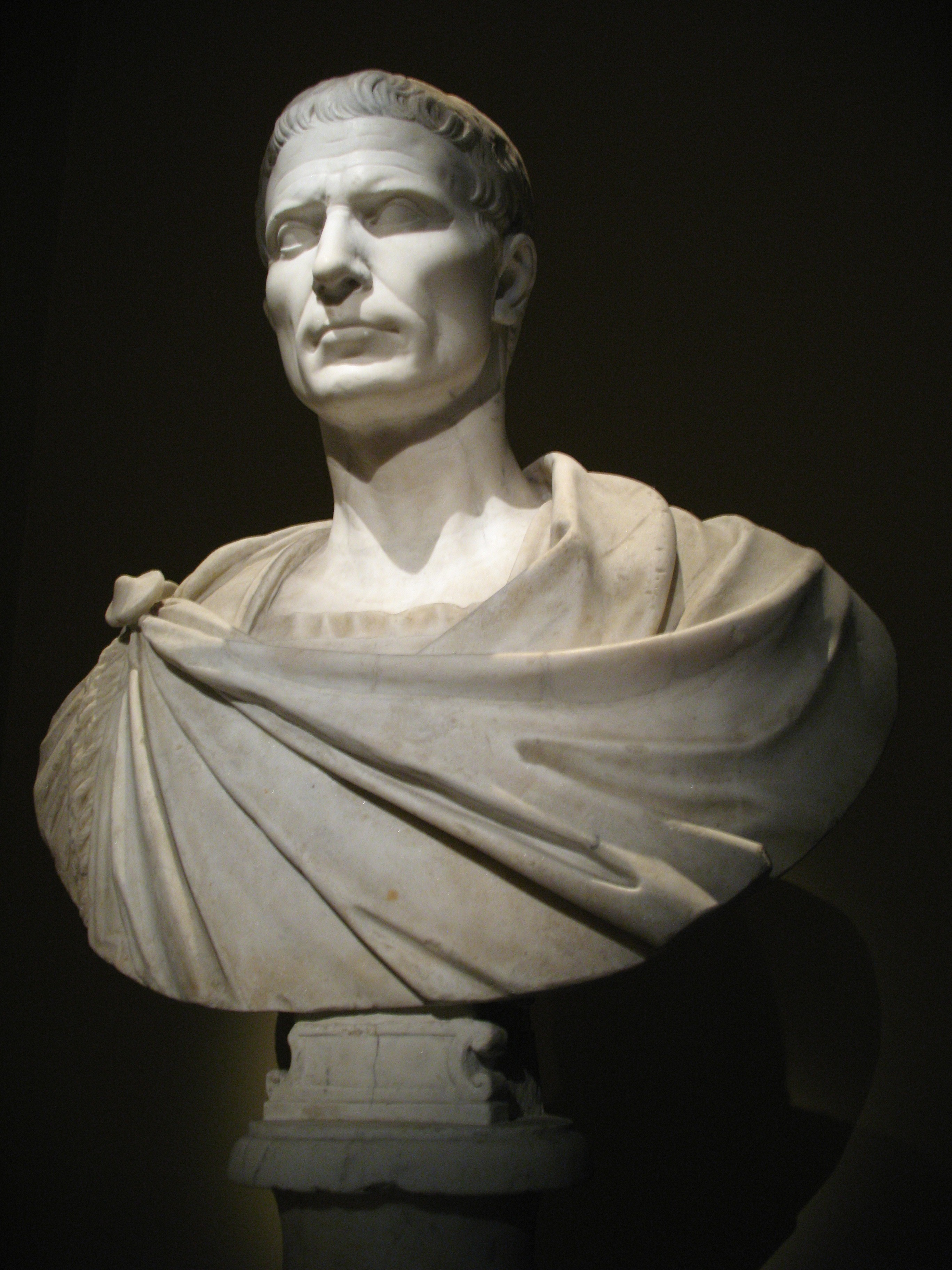
Gaius Julius Caesar

Cäsarismus ist ein Mitte des 19. Jahrhunderts entstandener Begriff für eine Gesellschafts- und Regierungsform, die im Wesentlichen auf der Herrschaft einer charismatischen Einzelperson beruht, die hierzu nicht durch Erbfolge (Monarchie) oder eine andere verfassungsmäßige Einsetzung legitimiert ist.
Auguste Romieu beschrieb in seiner 1850 erschienenen Schrift L'Ère des Césars Gewalt und Dezisionismus als Prinzipien einer cäsaristischen Herrschaft. Durch Theodor Mommsen und Jacob Burckhardt wurde der Begriff als Schlagwort in der innerdeutschen politischen Debatte eingeführt.
Ungeachtet einiger formaler Gemeinsamkeiten zur Diktatur Julius Cäsars handelt es sich beim Cäsarismus um ein politisches Phänomen der Moderne. Karl Marx und Alexis de Tocqueville beschrieben den Cäsarismus aufgrund seines Auftretens in Frankreich unter Napoleon III. als Bonapartismus. Die autoritäre Regierungsform sollte eine vom nachrevolutionären Bürgertum befürchtete proletarische Revolution verhindern und gilt als Vorläufer des Boulangismus in Frankreich, welcher wiederum den Faschismus antizipierte.
Die europaweite Cäsarismus-Debatte in den 1850er Jahren fand ihren Niederschlag unter anderem in den Schriften John Stuart Mills und Friedrich Nietzsches und noch im 20. Jahrhundert in Oswald Spenglers und Antonio Gramscis Werk.

## Anachronismus
Im Gegensatz zu Napoleon III. stützte sich die Herrschaft des römischen Diktators nicht auf die Masse, eine erst seit dem 19. Jahrhundert aufkommende Größe. Karl Marx ordnete dies entsprechend seiner Klassenkampftheorie ein, demnach „im alten Rom der Klassenkampf nur innerhalb einer privilegierten Minorität, zwischen den freien Reichen und den freien Armen“ stattgefunden habe.
Cäsar stand in der Tradition „Großer Männer“ wie sie mit Scipio Africanus, Gaius Marius und Sulla bereits vor seinem Wirken zu beobachten waren. Auch ist es falsch in Cäsar den Überwinder der Römischen Republik zu sehen, vielmehr hielt dieser am Status quo der Diktatur fest. Die Transformation der senatorischen Republik zu einer Monarchie gelang erst seinem Adoptivsohn Octavian.
Theodor Mommsen, welcher im dritten Band seiner Römischen Geschichte Cäsar als Kulminationspunkt der römischen Republik darstellte und ihn – nicht frei vom Napoleonmythos des 19. Jahrhunderts – als einzigartigen Genius stilisierte, missfiel die simple Gleichsetzung des römischen Staatsmannes aus julianischem Geschlecht mit Napoleon III. Romieus anachronistischer Cäsarismus-Begriff sollte vielmehr die aufkommende Abwehrhaltung gegen das Proletariat historisch legitimieren und verfolgte hierfür eine dezidiert antiliberale wie antisozialistische Stoßrichtung.

## Cäsarismusdebatte
Nach Oswald Spengler (in Der Untergang des Abendlandes) kündigt der Cäsarismus den Verfall der Kultur bzw. das zweite und letzte Stadium der Zivilisation an. Er löse insbesondere auch in Zeiten revolutionärer Wirrnisse und gesellschaftlicher Umbrüche die Demokratie ab. Spielarten des Cäsarismus seien (neben dem Bonapartismus) moderne totalitäre Regierungsformen.
Antonio Gramsci sprach dem Cäsarismus eine zweifache Funktion zu, einerseits wurde durch einen Volkstribun wie Napoleon I. eine progressive Revolution weitergetragen, andererseits habe das persönliche Regiment eines Napoleon III. eine restriktive Politik zur Verhinderung einer proletarischen Umwälzung durchgesetzt.